# Gladstone (Michigan)

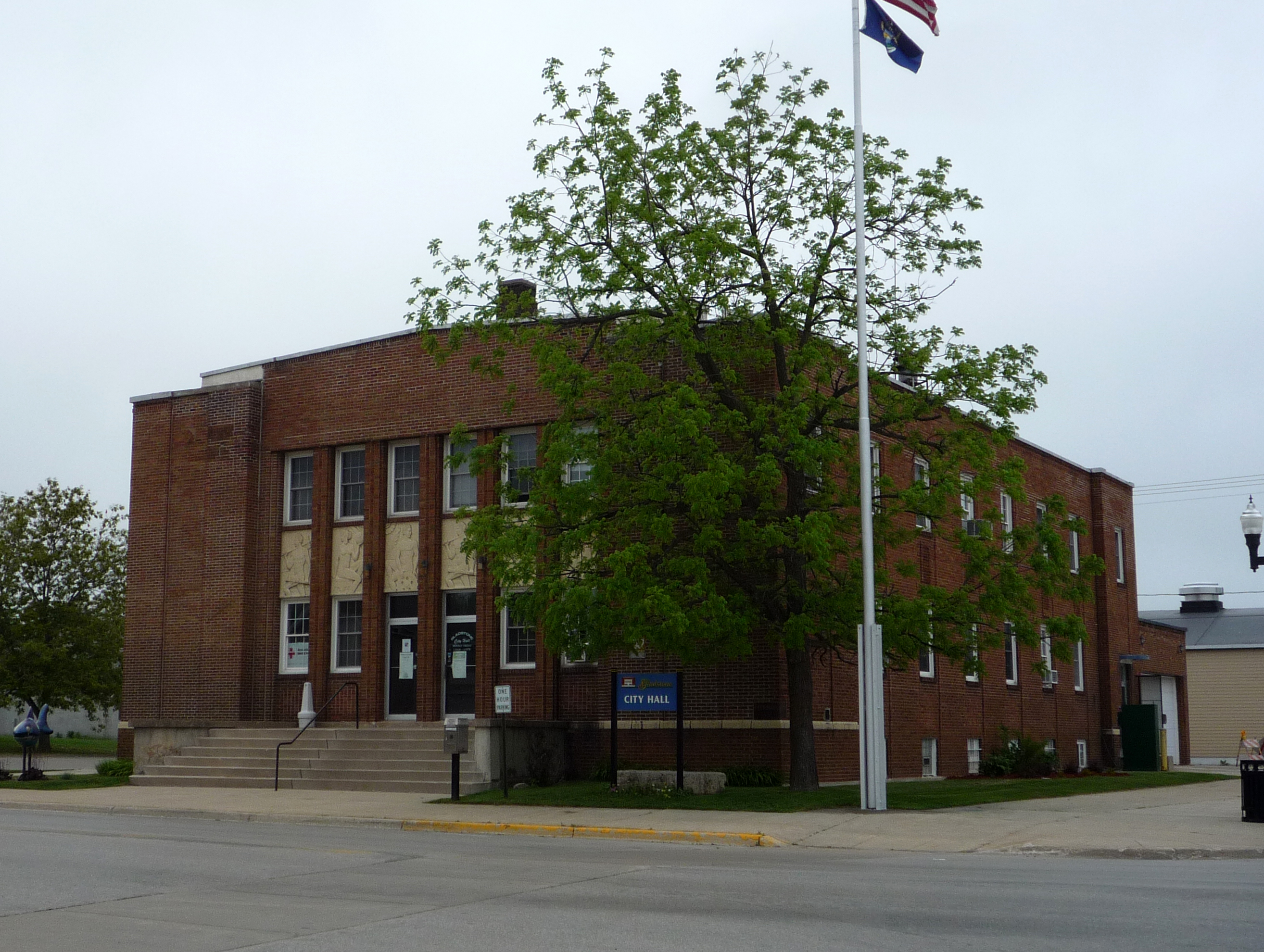
Ratusz w Gladstone

Gladstone – miasto w Stanach Zjednoczonych, w stanie Michigan, w hrabstwie Delta.